# 教宗国军
教宗國軍（義大利語：Esercito dello Stato della Chiesa）是教宗国的武装力量，成立于中世纪時期的11世纪，1870年意大利统一攻占罗马时解散。1830年时，该武装力量人数约为6000人，1870年解散时人数为13000人。该武装力量实际上的指挥官是教廷卫队总队长，另设立由与之相当的礼仪性质的职位教廷卫队旗手。宗座瑞士近卫队是其知名的下属部队。